# Simplex (Herbizid)

Aktuelles Logo

Simplex ist ein in Deutschland für die Bekämpfung zweikeimblättriger Unkräuter auf Wiesen und Weiden zugelassenes Herbizid. Zulassungsinhaberin ist die zu Dow Chemical gehörende Dow AgroSciences GmbH.
Das Produkt enthält als Wirkstoffe Fluroxypyr (100 g/l) sowie Aminopyralid (30 g/l) und ist als Mikroemulsion formuliert.

## Verwendung
Als Zielorganismen wurden vom Bundesamt für Verbraucherschutz und Lebensmittelsicherheit Ampfer-Arten, Acker-Kratzdistel, Große Brennnessel sowie zweikeimblättrige Unkräuter festgesetzt. Die derzeitige Zulassung läuft bis zum 31. Dezember 2025. In der Schweiz und in Österreich ist das Produkt nicht zugelassen.
Simplex kann flächig (2 l/ha in 200–400 l Wasser), in der Horst- oder Einzelpflanzenbehandlung (Lösung von 100 ml Herbizid in 10 l Wasser) oder im Streichverfahren (Lösung von 600 ml Herbizid in 10 l Wasser) eingesetzt werden. Beim Streichverfahren wird die Lösung über eine entgegengesetzt zur Fahrtrichtung des Schleppers rotierende Walze auf die zu bekämpfenden Pflanzen aufgetragen. Bei allen drei Verfahren darf die Anwendung maximal einmal pro Jahr erfolgen.

## Nebenwirkungen
Simplex wurde als giftig für Algen, Fische und Fischnährtiere und als nichtschädigend für die Gemeine Florfliege und die Brackwespe Aphidius rhopalosiphi eingestuft.
Es gilt bei Einsatz der höchsten zugelassenen Aufwandmenge als nicht bienengefährlich.
Inzwischen wurde festgestellt, dass der Wirkstoff Aminopyralid bei Gräsern teilweise in die Zellulose und das Lignin eingebaut wird und sich dadurch dem weiteren Abbau widersetzt. Auch durch eine Verfütterung oder Verwertung in einer Biogasanlage werden diese Verbindungen nicht aufgebrochen. Bei der anschließenden Ausbringung von Gülle, Mist oder Gärsubstrat auf den Acker wird durch den mikrobiellen Abbau der Wirkstoff erneut aktiviert. Dadurch
kann es bei nachfolgenden empfindlichen Kulturen wie Kartoffeln, Leguminosen, Sonnenblumen sowie bei diversen Gemüsearten zu deutlichen Pflanzenschädigungen kommen.